# Heart of Trees

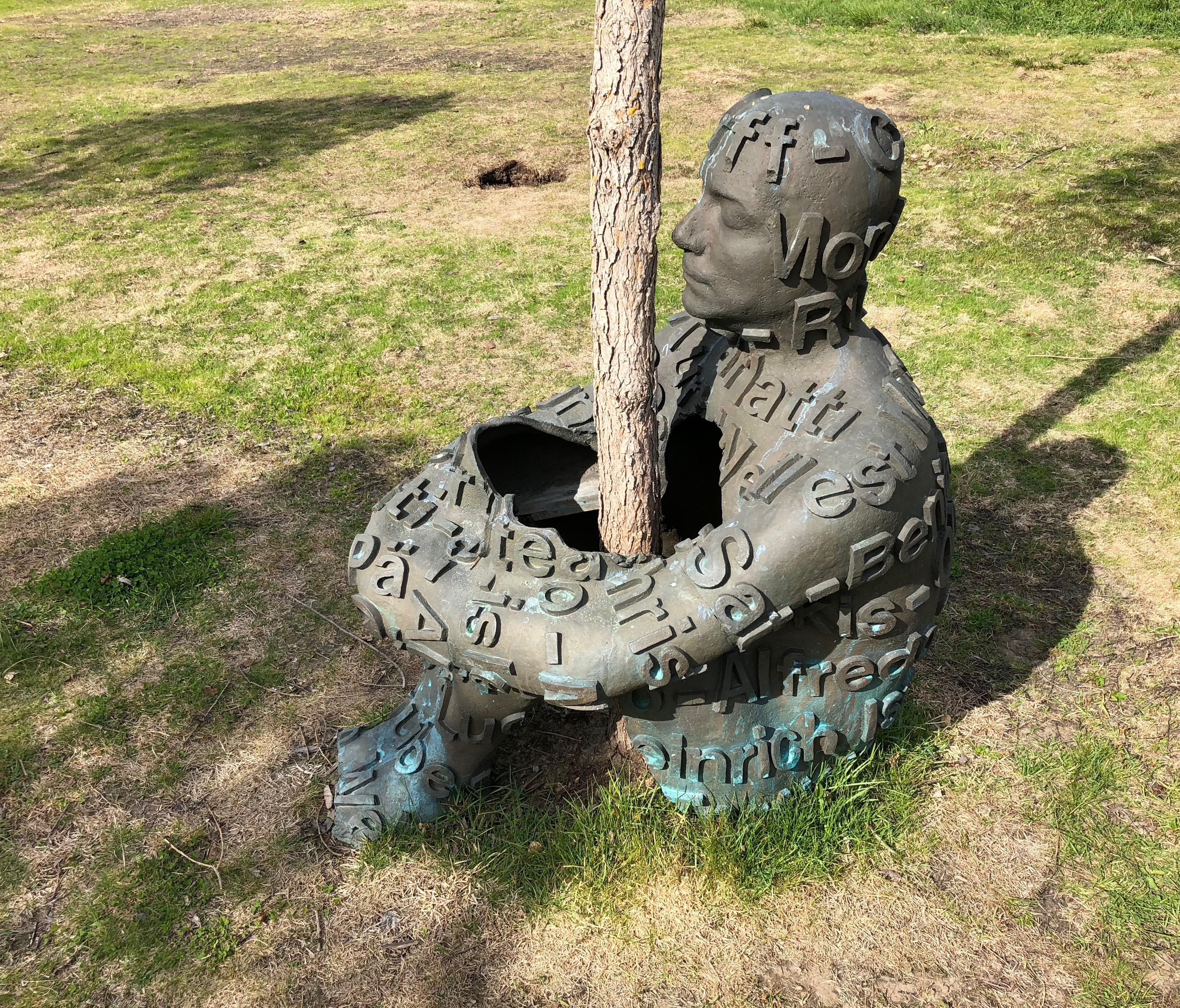
Heart of Trees: Närbild.

Heart of Trees är en skulptur av den spanske konstnären Jaume Plensa, som sedan 2007 uppförts på många platser i världen, bland annat i Öbackaparken i Umeå, strax intill Konstnärligt campus vid Umeå universitet. Verket – som ägs av Balticgruppen – består av tre meterhöga självporträtt i form av bronsfigurer som var och en omfamnar ett levande, växande träd. Gestalterna är översållade med bokstäver i relief, som tillsammans ska bilda namnen på några av Plensas favoritkompositörer.
| ”                                | In my sculptures, I incorporated a real tree that keeps growing while the sculpture remains still. It is rooted in the ground, as we are. Our body is a prison, but our soul keeps growing, like a tree. | „ |
| – Jaume Plensa om Heart of Trees | |   |

## Verket på andra platser
I Umeå uppfördes en första upplaga av verket år 2007 i samband med Galleri Andersson/Sandströms utställning i Umedalens skulpturpark sommaren 2008. I samma skulpturpark finns även Plensas stålskulptur Nosotros, och enligt planerna ska ytterligare ett 30-tal verk av Plensa placeras permanent i skulpturparken.
En version av verket med sju gestalter uppfördes år 2011 i Yorkshire Sculpture Park i Wakefield, England. Sju gestalter återfinns även i den version som uppfördes vid Shanghai-biennalen i Kina år 2012.